# جون إدواردز (كرة سلة)
جون إدواردز (بالإنجليزية: John Edwards)‏ مواليد 31 يوليو 1981 في وارن، هو لاعب كرة سلة أمريكي بدأ مسيرته الاحترافية في سنة 2004 ويحمل الرقم 54. يبلغ طوله 7 قدم 0 بوصة (2.1 م). اعتزل اللعب في 2012.

## فرق لعب لها
- إنديانا بايسرز
- أتلانتا هوكس

## روابط خارجية
- جون إدواردز على موقع إن بي أي (الإنجليزية)
- جون إدواردز على موقع سبورتس رفرنس (الإنجليزية)
- جون إدواردز على موقع كرة السلة الأوروبية.كوم (الإنجليزية)
- جون إدواردز على موقع كلية كرة السلة في سبورتس رفرنس.كوم (الإنجليزية)
- جون إدواردز على موقع ريلجم (الإنجليزية)
- جون إدواردز على موقع بروبوليرز (الإنجليزية)
- جون إدواردز على موقع سبورتس رفرنس (الإنجليزية)
- جون إدواردز على موقع سبورتس رفرنس (الإنجليزية)